# Scott Bamforth
Scott Douglas Bamforth (Albuquerque, 12 agosto 1989) è un cestista statunitense naturalizzato kosovaro.

## Carriera
Dopo quattro stagioni trascorse in Spagna tra Siviglia, Murcia e Bilbao, Bamforth firma un contratto di un anno con la Dinamo Sassari per la stagione 2017/18. Il giocatore si rende protagonista con cifre di tutto rispetto sia in campionato (14,9 punti di media col 42,4% da tre e 4,1 assist) che in FIBA Champions League (15,9 punti col 43,6 da tre e 4,4 assist). Nonostante ciò, la sua squadra vive l'annata peggiore da quando venne promossa in Serie A, non centrando né le Final Eight di Coppa Italia né i play-off scudetto.
Viene riconfermato, assieme all'altro straniero Dyshawn Pierre, per la stagione successiva. L'americano incrementa notevolmente le sue statistiche rispetto all'annata precedente, arrivando a toccare i 19 punti di media col 44,1% da tre in campionato in 15 gare. Realizza contro Milano 32 punti, suo record in Italia. Il 12 gennaio 2019, in occasione dell'ultima giornata di andata contro Cantù, subisce un grave infortunio (rottura del legamento crociato anteriore del ginocchio sinistro), che lo costringerà a concludere anticipatamente la stagione. Prima dell'infortunio ha disputato anche dieci gare di FIBA Europe Cup alla media di 13,7 punti col 46,3% da tre. Nonostante la sua assenza, la Dinamo riuscirà a vincere questa manifestazione.
Nel mese di luglio 2019 la Dinamo decide di non confermarlo. In un'intervista a La Nuova Sardegna, il GM Federico Pasquini chiarisce la decisione affermando che la mancata conferma deriva da un'esigenza tattica: disporre di una guardia con una maggiore struttura fisica per far partire Marco Spissu come playmaker titolare. In seguito alla mancata conferma, Bamforth il 26 luglio dello stesso anno, si accasa in Montenegro presso il Budućnost Podgorica. Nel giugno del 2020 firma con il club francese di Le Mans.

## Palmarès
- Coppa del Montenegro: 1

Budućnost: 2020
- FIBA Europe Cup: 1

Dinamo Sassari: 2018-19